# Giải vô địch cricket thế giới
Giải vô địch cricket thế giới là một giải đấu cricket quốc tế thường được tổ chức mỗi bốn năm. Giải tổ chức theo hệ thống cricket quốc tế một ngày (One Day International).

## Giải đấu đã qua
- Giải vô địch cricket thế giới 1975 tại Anh Quốc
- Giải vô địch cricket thế giới 1979 tại Anh Quốc
- Giải vô địch cricket thế giới 1983 tại Anh Quốc
- Giải vô địch cricket thế giới 1987 tại Ấn Độ và Pakistan
- Giải vô địch cricket thế giới 1992 tại Úc và New Zealand
- Giải vô địch cricket thế giới 1996 tại Ấn Độ, Pakistan và Sri Lanka
- Giải vô địch cricket thế giới 1999 tại Anh Quốc
- Giải vô địch cricket thế giới 2003 tại Nam Phi và Zimbabwe
- Giải vô địch cricket thế giới 2007 tại Tây Ấn
- Giải vô địch cricket thế giới 2011 tại Ấn Độ, Bangladesh và Sri Lanka
- Giải vô địch cricket thế giới 2015 tại Úc và New Zealand
- Giải Vô địch Cricket Thế giới 2019 tại Anh Quốc và Wales